# Duke of Sutherland

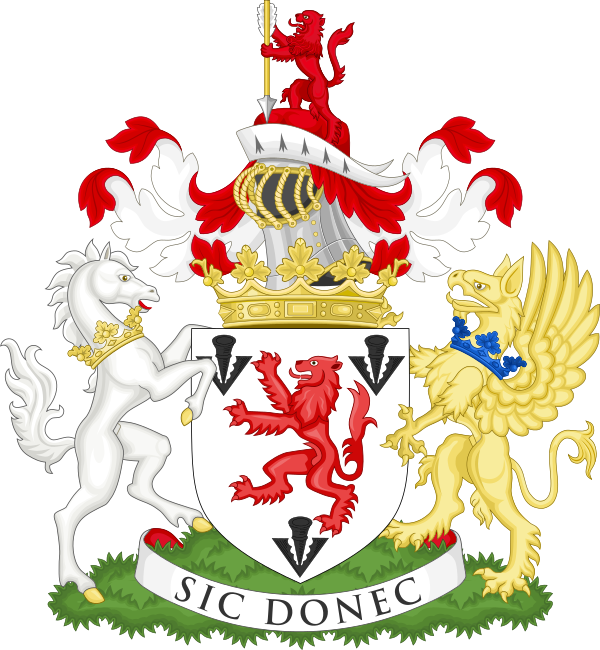
Wappen der Dukes Sutherland aus der Familie Egerton

Duke of Sutherland ist ein erblicher britischer Adelstitel in der Peerage of the United Kingdom, der nach der Grafschaft Sutherland in Schottland benannt ist.
Familiensitz der Dukes war ursprünglich Lilleshall Hall in Shropshire, England. Zu den späteren größeren Familiensitzen gehören Trentham Hall, Dunrobin Castle und Cliveden. Im 19. und frühen 20. Jahrhundert war Stafford House das Londoner Stadthaus der Familie. 

## Verleihung

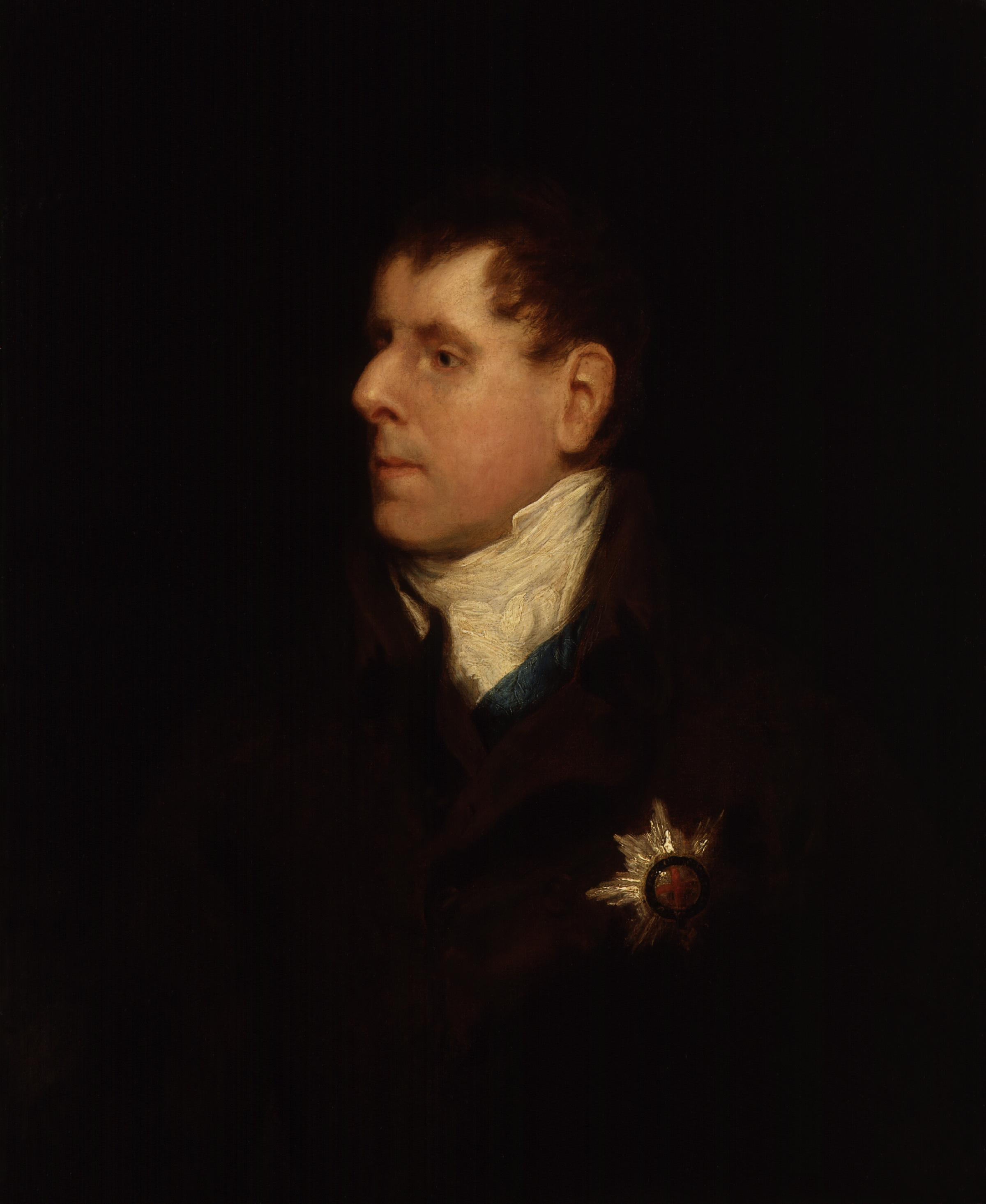
George Leveson-Gower, 1. Duke of Sutherland

Der Titel wurde am 28. Januar 1833 an George Granville Leveson-Gower, 2. Marquess of Stafford verliehen. Dieser war 20 Jahre lang Abgeordneter im House of Commons gewesen, bevor er die Titel und die Besitzungen seines Vaters erbte. Er gilt als der reichste Brite des 19. Jahrhunderts.

## Nachgeordnete Titel
Der Urgroßvater des ersten Dukes wurde 1703 zum Baron Gower, of Sittenham in the County of York, erhoben. Er war ebenfalls Parlamentsabgeordneter und außerdem auch Chancellor of the Duchy of Lancaster. Dieser Titel gehört zur Peerage of England. Er hatte bereits 1691 den Titel 5. Baronet, of Sittenham, geerbt, der 1620 in der Baronetage of England einem seiner Vorfahren verliehen worden war. 
1746 wurde der Großvater des ersten Dukes, der über viele Jahre das Amt des Lordsiegelbewahrers innehatte, zum Earl Gower mit dem nachgeordneten Titel Viscount Trentham, of Trentham in the County of Stafford ernannt. Beide Würden gehören zur Peerage of Great Britain.
Schließlich wurde der Vater des ersten Dukes 1786 zum Marquess of Stafford ebenfalls in der Peerage of Great Britain erhoben. Er war von 1755 bis 1794 mit nur kurzen Unterbrechungen in höchsten Regierungsämtern tätig.
Der zweite Sohn des ersten Dukes, Francis, war ebenfalls ein bedeutender Politiker. Er wurde 1846 zum Earl of Ellesmere, of Ellesmere in the County of Shropshire, mit dem nachgeordneten Titel Viscount Brackley, of Brackley in the County of Northampton, erhoben. Die Titel gehören zur Peerage of the United Kingdom. Der fünfte Earl of Ellesmere erbte 1963 die Würde des Duke of Sutherland mit sämtlichen nachgeordneten Titeln. 
Alle diese Titel werden nunmehr als nachgeordnete Titel des jeweiligen Duke of Sutherland geführt. Der Titelerbe führt den Höflichkeitstitel Marquess of Stafford. Dessen ältester Sohn führt den Höflichkeitstitel Earl Gower und dessen ältester Sohn, also ein Urenkel des jeweiligen Dukes, denjenigen eines Viscount Trentham.

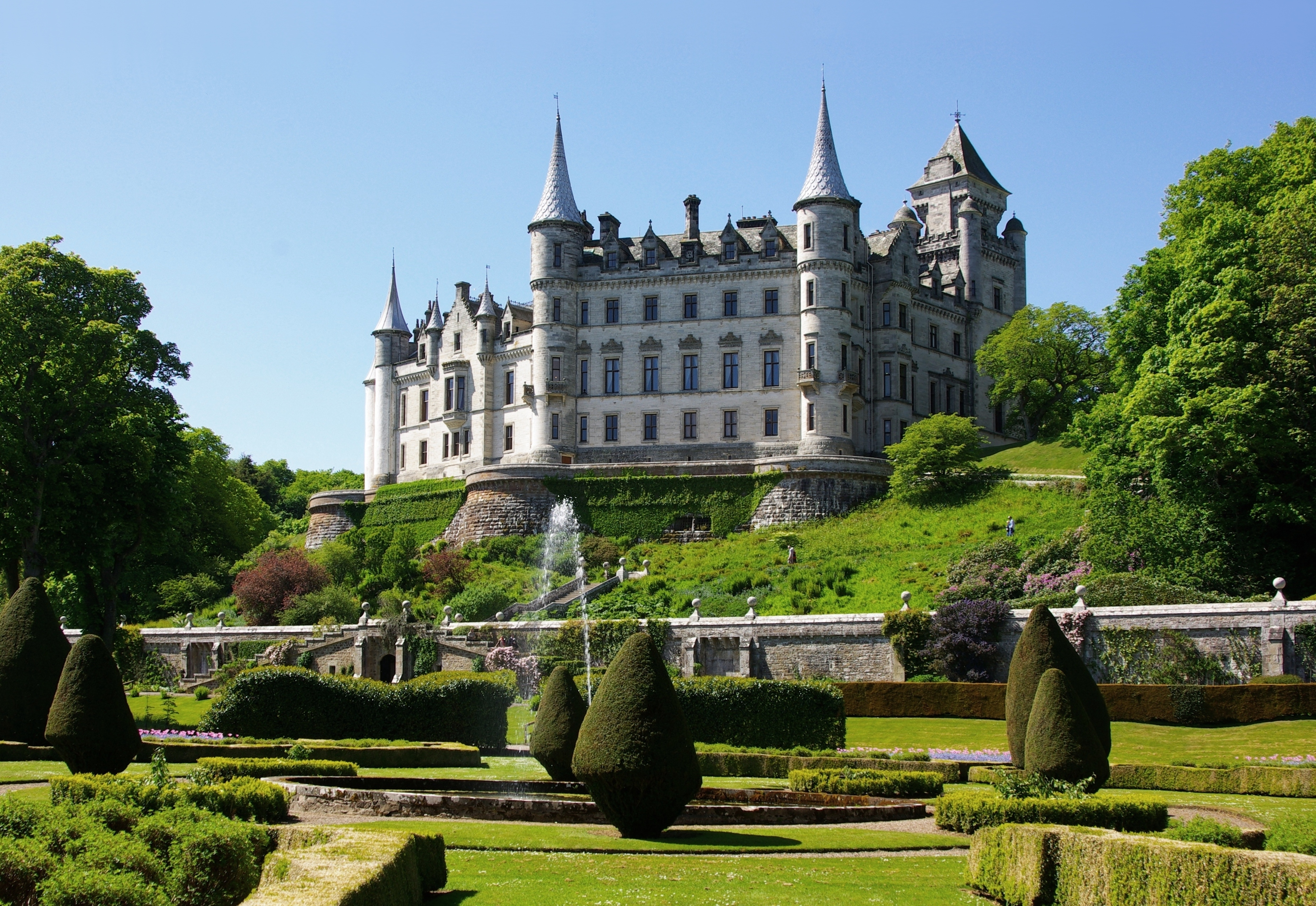
Dunrobin Castle

Der Sitz der Dukes, Dunrobin Castle, fiel jedoch nach dem Tode des kinderlosen George Sutherland-Leveson-Gower, 5. Duke of Sutherland 1963 an seine Nichte Elizabeth Sutherland, 24. Countess of Sutherland, während der Titel Duke of Sutherland auf einen entfernten Verwandten, John Egerton, 5. Earl of Ellsmere, überging.

## Weitere Titel
Der zweite Duke erbte von seiner Mutter 1839 deren Titel Earl of Sutherland (geschaffen 1230) sowie den gleichzeitig geschaffenen nachgeordneten Titel Lord Strathnaver, die beide zur Peerage of Scotland gehören. Da beide Titel auch in weiblicher Linie vererbt werden können, falls ein Titelinhaber keine Söhne hat, fielen sie beim Tode des fünften Dukes im Jahre 1963 an dessen Nichte.
Sowohl der erste als auch der zweite Duke erhielten noch zu Lebzeiten ihres Vaters einen Sitz im House of Lords, indem sie dessen nachgeordneten Titel Baron Gower vorab übertragen bekamen (Writ of Acceleration).

## Wappen
Wappen der Dukes of Sutherland aus der Familie Leveson-Gower

Link zum Bild

(Bitte Urheberrechte beachten)
Das Wappen der Dukes of Sutherland aus der Familie Leveson-Gower war quadriert von den Wappen Gower (Feld 1 und 4), Leveson (Feld 2) und Sutherland (Feld 4); später wurde diesem Wappen noch ein Herzschild hinzugefügt.
Das Wappen der Dukes of Sutherland aus der Familie Egerton zeigt in Silber einen roten Löwen, der oben und unten von einer schwarzen Pfeilspitze begleitet wird.

## Liste der Dukes of Sutherland, Earls und Barone Gower und Gower Baronets

### Gower, später Leveson-Gower Baronets, of Sittenham (1620)
- Sir Thomas Gower, 1. Baronet (1584–um 1665)
- Sir Thomas Gower, 2. Baronet (um 1605–1672)
- Sir Thomas Gower, 3. Baronet (um 1666–1689)
- Sir William Leveson-Gower, 4. Baronet (um 1647–1691)
- Sir John Leveson-Gower, 5. Baronet (1675–1709) (1703 zum Baron Gower erhoben)

### Barons Gower (1703)
- John Leveson-Gower, 1. Baron Gower (1675–1709)
- John Leveson-Gower, 2. Baron Gower (1694–1754) (1746 zum Earl Gower erhoben)

### Earls Gower (1746)
- John Leveson-Gower, 1. Earl Gower (1694–1754)
- Granville Leveson-Gower, 2. Earl Gower (1721–1803) (1786 zum Marquess of Stafford erhoben)

### Marquesses of Stafford (1786)
- Granville Leveson-Gower, 1. Marquess of Stafford (1721–1803)
- George Leveson-Gower, 2. Marquess of Stafford (1758–1833) (1833 zum Duke of Sutherland erhoben)

### Dukes of Sutherland (1833)
- George Leveson-Gower, 1. Duke of Sutherland (1758–1833)
- George Sutherland-Leveson-Gower, 2. Duke of Sutherland (1786–1861)
- George Sutherland-Leveson-Gower, 3. Duke of Sutherland (1828–1892)
- Cromartie Sutherland-Leveson-Gower, 4. Duke of Sutherland (1851–1913)
- George Sutherland-Leveson-Gower, 5. Duke of Sutherland (1888–1963)
- John Egerton, 6. Duke of Sutherland (1915–2000)
- Francis Egerton, 7. Duke of Sutherland (* 1940)

Titelerbe (Heir Apparent) ist der älteste Sohn des aktuellen Titelinhabers, James Granville Egerton, Marquess of Stafford (* 1975).